# 金俊淵

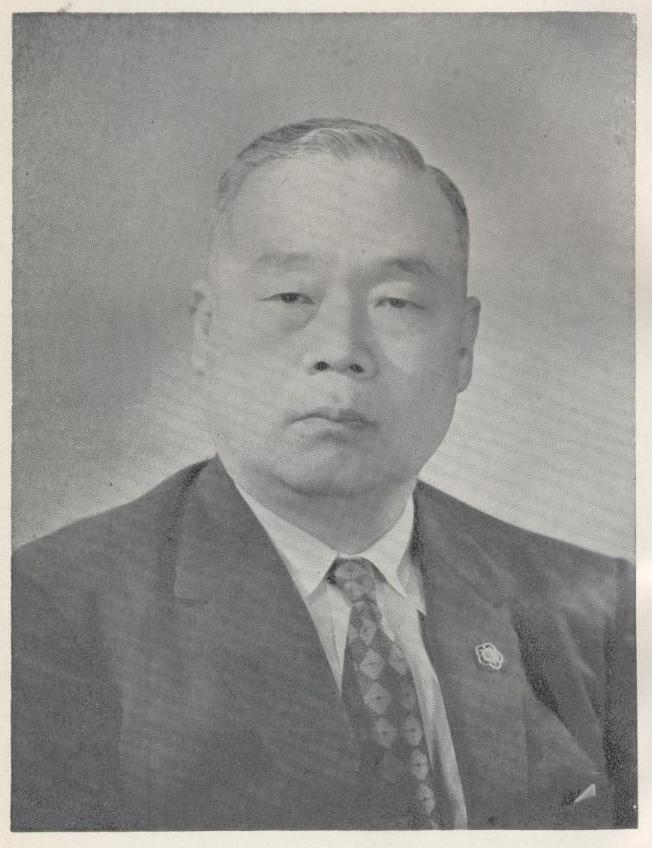
1954年ごろ

金 俊淵（キム・ジュニョン、朝鮮語: 김준연、1895年3月14日 - 1971年12月31日）は、日本統治時代の朝鮮および大韓民国の独立運動家、ジャーナリスト、政治家。第4代法務部長官、第8代無任所長官、制憲・第3・4・5・6代韓国国会議員を歴任した。韓国建国後はさまざまな野党の幹部を務めた。
本貫は金海金氏。号は朗山。画家の金子玉は長女、女医の金子香は次女。元全南大学校医科大学長の曺圭瓚は長女の夫、法曹の金洪燮は三女の夫。

## 経歴
全羅南道霊岩郡出身。9人きょうだいの長男である。霊岩普通学校卒、京城公立高等普通学校卒、岡山第六高等学校卒、1920年または1921年東京帝国大学（現・東京大学）法学部独法科卒。東大大学院政治学科で助手として政治学を2年間研究しながら、1921年にベルリン大学に入学し、法律・経済学を専攻して1924年まで同大法科で政治と法律の研究をした。東大留学中は白南薫ら朝鮮人留学生と朝鮮独立運動を謀議し、講演運動を展開した。1925年に朝鮮に帰国し、朝鮮日報の記者となった後、モスクワ特派員を務めた。ソ連在留中は共産主義の未来を楽観視し、帰国後は講演を通じて共産主義を宣伝した。1926年に新幹会に参加し、1927年に普成専門学校で講師を務めた。1928年に東亜日報編集局長を務めたが、第3次朝鮮共産党（ML党）事件で同党の責任幹部として7年半間投獄された。出獄後の1934年に東亜日報主筆となったが、1936年に日章旗抹消事件に関わり東亜日報を退社し、その後は京畿道漣川郡の全谷駅付近で普成専門学校付属海東農場を経営した。しかし、その後も朝鮮語学会事件で咸鏡南道洪原郡まで連行され、9ヶ月間の勾留と拷問・起訴を受けた。
光復後は1945年に宋鎮禹と国民大会準備会を設立し、1946年に民主立法議院議員、韓国民主党常務執行委員・労農部長・宣伝部長、軍政庁労務調停委員を務めた。1948年の初代総選挙で国会議員に当選し、憲法起草委員を務めた。1950年11月23日に法務部長官となり、1951年5月6日まで務めた。1951年に対日講和条約草案審査委員、1949年と1953年に民主国民党常務執行委員を歴任した。1955年に東亜日報社幹部、民主党常務委員を、1956年に民主党最高委員、国連総会韓国代表を務めたが、換票騒動により民主党を離党した。1957年に統一党委員長（党首）を務め、1960年の副統領選挙にも立候補した。無任所長官（1960年4月25日～4月27日）を経て、1963年以降は自由民主党最高委員、民政党党務委員、民衆党全南第12地区党委員長・運営委員・顧問を務めた。1967年には民衆党の候補として第6代大統領選挙に出馬した。

## 人物
金海金氏の駕洛宗親会の創設に参加し、顧問・宗親会長を務めた。
13歳の時に4歳年上の妻と結婚した。妻にはいつも敬語で話し、妾を置くことも断固拒否した。なお、妻とほぼ同じ年の継母がおり、異母弟もいる。
憲法起草委員在任中、外国人も含まれるとして「人民」への書き換えに反対し、法理上「国民」のままで良いと主張した。